# Замак Светог Михаила
Замак Светог Михаила (рус. Миха́йловский за́мок, Михајловски замок), познат и  као Замак Михајловски или Инжењерски замак (рус. Инженерный замок), бивша је краљевска резиденција у историјском центру Санкт Петербурга, Русија.
Дворац Светог Михаила је изграђен као резиденција руског цара Павла Првог од стране архитеката Винћенца Брене и Василија Баженова 1797–1801. Име је добио по Светом Арханђелу Михаилу, свецу заштитнику краљевске породице. Дворац са сваке стране изгледа другачије, јер су архитекте користиле мотиве различитих архитектонских стилова попут француског класицизма, италијанске ренесансе и готике.
Замак Светог Михаила подигнут је јужно од Летње баште и заменио је малу дрвену палату царице Јелисавете Петровне. У страху од интрига и завера са циљем убиства, цар Павле I није волео Зимски дворац у коме се никада није осећао сигурним. Због његове личне фасцинације средњовековним витезовима и сталног страха од атентата, нова краљевска резиденција је изграђена као замак око осмоугаоног дворишта. Зграда са заобљеним угловима била је окружена водама реке Мојке, реке Фонтанке и два посебно ископана канала (Црквени канал и Недељни канал), претварајући простор замка у вештачко острво до којег се могло доћи само покретним мостовима.
Изградња је почела 26. фебруара 1797. године, а замак је свечано освећен 8. новембра 1800. године, односно на Михољдан по православном календару, иако су завршни радови на унутрашњости настављени до марта 1801. године. Током 1800. године испред замка је постављен бронзани  споменик Петру Великом на коњу. Ова статуа је пројектована за живота Петра Великог а ливење је завршено 1747. године архитекта Бартоломео Растрели.
По наређењу Павла I, на постаменту који је украшен рељефима урађен је натпис Од праунука до прадеде који приказују сцене две руске победе над Шведском током Великог северног рата.
Павле I је убијен само 40 дана након што се уселио у свој новоизграђени замак. Атентат је 12. марта 1801. извршила група отпуштених официра на челу са генералом Бенигсеном. Завереници су га натерали да седне за сто и покушали да га натерају да потпише абдикацију. Павле је пружио отпор, а један од убица га је ударио мачем, а затим је задављен и изгажен на смрт. Наследио га је његов син, цар Александар I, који је заправо био у палати у то време, а о његовом уступању обавестио га је генерал Николај Зубов, један од атентатора.
После Павловљеве смрти, царска породица се вратила у Зимски дворац; Замак Светог Михаила је напуштен и 1823. године предат је Главној инжењерској школи војске (касније Николајевска инжењерска академија, а сада Војни инжењерско-технички универзитет). Од тада је зграда била позната као Инжењерски замак. Између 1838. и 1843. године руски писац Фјодор Достојевски студирао је као питомац у Главној инжењерској школи.
Почетком 1990-их, Дворац Светог Михаила постао је огранак Руског музеја и сада се налази његова Галерија портрета, у којој се налазе званични портрети руских царева и царица и разних достојанственика и познатих личности са краја 17. до почетка 20. века.

## Архитектура и дизајн
Дворац је оријентисан као квадрат са заобљеним угловима, унутар трга се налази осмоугаоно унутрашње двориште. Главни улаз у дворац је на југу. Три моста представљала су везу између зграде и трга испред.
Зграда се налази у близини извора реке Мојке из Фонтанке. Дворац је првобитно био окружен водом са свих страна. Могло му се приступити преко мостова које су чували стражари. Канал на јужној страни (реконструисан 2003. године) се приближавао подруму. Згради се приступало из Италијанске улице кроз троструке полукружне капије, чији је средњи пролаз био резервисан за чланове царске породице. Иза њих је била широка, равна авенија, дуж које су изграђене штале и простори за вежбање јахања. Завршавала се на троспратним ходничким павиљонима, иза којих су почињала предворја замка.

## Галерија
- Овална сала: један од ентеријера замка Светог Михаила
- Замак Светог Михаила (јужна фасада)
- Замак Светог Михаила (западна фасада)
- Замак Светог Михаила (северна фасада)